# Isla de Robinsón Crusoe
Ilha Robinson é uma novela de viagens e aventuras para jovens do autor polaco, Arkady Fiedler, ambientada a princípios do século XVIII. É a primeira parte de uma trilogía sobre o destino de John Bober, de origem polaca. Está inspirada na famosa obra de Daniel Defoe Robinson Crusoe, a novela favorita do protagonista da história.

## Sinopse
John Bober, um pioneiro, metade polaco, metade inglês, nascido em Virginia. Participou no levantamento dos colonos contra a soberania britânica. O levantamento fracassou e para salvar a sua vida John decide escapar a bordo de um barco corsário que navega para o Mar do Caríbe. Durante uma tormenta, o barco naufraga perto de ilha de Coche, em frente à costa de Venezuela. John Bober conseguiu sobreviver à catástrofe e nadar para terra. Achava que era o único sobrevivente, mas resultou que também sobreviveram dois indígenas arahuacos, escravos no barco, Arnak e Wagura. John e seus dois colegas vivem na ilha durante mais de um ano. O livro descreve sua luta com a natureza selvagem, as tentativas de escape da ilha e a luta entre os espanhóis e os seus escravos, índios e negros, obrigados a trabalhar em plantações e como pescadores de pérolas, que fugiram à ilha desde a vizinha Margarita. Combinando suas forças, derrotam aos perseguidores espanhóis e apoderam-se de seu barco. Temendo a vingança, John e o seus amigos abandonam a ilha no barco capturado.

## Características
O livro não tem carácter histórico, os factos apresentados não ocorreram na realidade. O autor, por seu conceito da novela bem como sua trama principal, baseou-se em dois factos: a princípios do século XVII um grupo de escravos escapou-se da Ilha de Margarita, uma goleta partiu depois dos fugitivos, em sua perseguição, nem os escravos nem o barco foram jamais encontrados. O segundo elemento histórico foi a descoberta de um barco de madeira na ilha de Coche com a inscrição JOHN BOBER / POLONUS / 1726. Este facto ficou registado em documentos históricos encontrados na cidade de Cumaná, mas nunca se estabeleceu a origem da dita inscrição.
As aventuras dos protagonistas da Ilha Robinson continuam em os dois seguintes novelas de Arkady Fiedler: Orinoco (Orinoko 1957) e O Jaguar Branco (Biały Jaguar 1980).
A Ilha Robinson publicou-se pela primeira vez em 1954, a seguir tem sido reeditada várias vezes e traduziu-se a vários idiomas.